# Joseph Ruf
Joseph Ruf (auch Josef Ruf; * 15. Dezember 1905 in Hochberg (heute zu Bad Saulgau); † 10. Oktober 1940 in Brandenburg-Görden) war ein christlich motivierter Kriegsdienstverweigerer. Er wurde 1940 hingerichtet. Er war der „Bruder Maurus“ in der Christkönigsgesellschaft, die von Max Josef Metzger gegründet worden war.

## Leben
Josef Ruf ist einer der wenigen namentlich bekannten katholischen Kriegsdienstverweigerer des Zweiten Weltkriegs. Am 15. Dezember 1905 in dem Dorf Hochberg bei Saulgau (Württemberg) als fünftes von sieben Geschwistern geboren, wuchs er in geordneten, vom katholischen Glauben geprägten Verhältnissen auf. Der Vater war beamteter Stationsvorsteher bei der Reichsbahn, die Mutter stammte aus bäuerlichen Verhältnissen. Schon als Kind erkrankte Josef Ruf wiederholt an sehr schmerzhaftem Gelenkrheumatismus, was die schulischen Leistungen des musisch begabten Jungen beeinträchtigte. Nach Abschluss der Volksschule absolvierte er eine Schneiderlehre, die er 1925 mit der Gesellenprüfung abschloss.
Danach trat er dem Orden der Franziskaner im Kloster Gorheim bei Sigmaringen bei und war daraufhin in verschiedenen Einrichtungen dieses Ordens tätig: Kloster Hadamar, Bistum Limburg (1926/1927), Kloster Salmünster, Bistum Fulda (1927/1928), Kloster Ottbergen, Bistum Hildesheim (1928/1928). 1930 legte er im Kloster Fulda die zeitliche Profess ab und erhielt den Ordensnamen „Bruder Canisius“. Die Jahre 1930–1932 verbrachte er im „Klösterle“ seiner Heimatstadt Saulgau und das letzte Jahr seines Ordenslebens, 1932/1933 im Kloster Mannheim. Kurz vor Ablegung der sog. „ewigen Gelübde“ verließ er den Franziskanerorden, weil sein „etwas aufgeregtes Wesen zuviel Schwierigkeiten bereiten würde“ (1933).
Nach einem kurzen Aufenthalt bei seinen Eltern trat er noch im gleichen Jahr in Meitingen bei Augsburg der „Missionsgesellschaft vom Weißen Kreuz“ bei, einer Gründung des Ökumenikers und Pazifisten Max Josef Metzger (1887–1944). Diese religiöse Gemeinschaft – heute Christkönigs-Institut Meitingen – widmete sich der Betreuung von sog. „Durchwanderern“ und unterhielt verschiedene Trinkerheilstätten. Josef Ruf legte in dieser Gemeinschaft Ordensgelübde ab und trug den Namen „Bruder Maurus“. Nach einer Tätigkeit in Meitingen und Saarbrücken kam Josef Ruf 1938 nach Andritz-Ulrichsbrunn bei Graz, wo die Christkönigsgesellschaft ihre österreichische Niederlassung hatte. Hier war er in der Landwirtschaft tätig und half bei der Betreuung der Wallfahrtskirche St. Ulrich.
In Ulrichsbrunn traf Josef Ruf auch auf Michael Lerpscher (1905–1940), einen Altersgenossen und ebenfalls Angehörigen der Christkönigsgesellschaft, der später wie Ruf den Kriegsdienst verweigerte und auch in Brandenburg-Görden auf dem Schafott hingerichtet wurde (5. September 1940).
Anfang März 1940 folgte Josef Ruf seiner Einberufung in der Hoffnung, die Militärpflicht „in der Sanität“ ableisten zu dürfen. Er kam nach Pinkafeld im Burgenland, absolvierte seine Grundausbildung und wurde sogar als bester Schütze seiner Kompanie mit der „Kordel“ ausgezeichnet. Als er jedoch den Fahneneid auf Adolf Hitler verweigerte, wurde Ruf festgenommen. Von Mai bis August 1940 war er im Landgerichtsgefängnis Graz inhaftiert. In Briefen an seine Angehörigen und die Christkönigsgesellschaft werden die christlichen Grundmotive seiner Verweigerung deutlich: „Ich kann den Waffendienst mit der Lehre Christi einfach nicht vereinbaren, und fühle mich verpflichtet, unter allen Umständen auch danach zu handeln.“ Gegenüber dem Willen Gottes müsse „auch das Liebste zurücktreten“. Mit dieser Haltung begab sich Ruf nicht nur in die Gefahr, wegen „Wehrkraftzersetzung“ mit dem Tode bestraft zu werden, er geriet auch in Widerspruch zum Votum der deutschen Bischöfe, die von den Katholiken immer wieder Gehorsam gegenüber der rechtmäßigen Obrigkeit, Erfüllung ihrer staatsbürgerlichen Pflichten und Opferbereitschaft forderten. Aber auch die Familie Ruf, insbesondere Vater Johann Ruf und Bruder Karl, ein damals überzeugter Nationalsozialist, konnte die Entscheidung von Josef Ruf nicht mittragen und versuchte ihn umzustimmen – allerdings erfolglos.
Am 16. August 1940 wurde Ruf in das Wehrmachtsuntersuchungsgefängnis Berlin-Moabit überführt. Einen Monat später (14. September 1940) verurteilte das Reichskriegsgericht Josef Ruf wegen Zersetzung der Wehrkraft zum Tod. Das Urteil wurde am 10. Oktober im Zuchthaus Brandenburg-Görden mit dem Fallbeil vollstreckt. Die Familie erhielt erst danach Kenntnis vom Todesurteil und der Vollstreckung.
Am Abend vor seiner Hinrichtung hatte Josef Ruf noch Gelegenheit, seiner Familie und der Christkönigsgesellschaft zu schreiben. Beide Briefe sind (in Abschrift) erhalten. Darin bittet Josef Ruf um Verzeihung für das Leid, das er seinen Angehörigen zufügen musste, bekräftigt aber auch seine Überzeugung, dass er so handeln musste, „um dem Willen Gottes gerecht zu werden“. „Wäre ich auch nur im geringsten im Zweifel über meinen Weg, den ich eingeschlagen habe, so hätte ich mich der Allgemeinheit angepasst.“
Die sterblichen Überreste von Josef Ruf wurden im Krematorium Brandenburg eingeäschert und auf dem Städtischen Friedhof am Marienberg in einem Urnengrab beigesetzt. Da das ganze Gräberfeld später eingeebnet wurde, ist das Grab Josef Rufs nicht erhalten geblieben.

## Würdigung

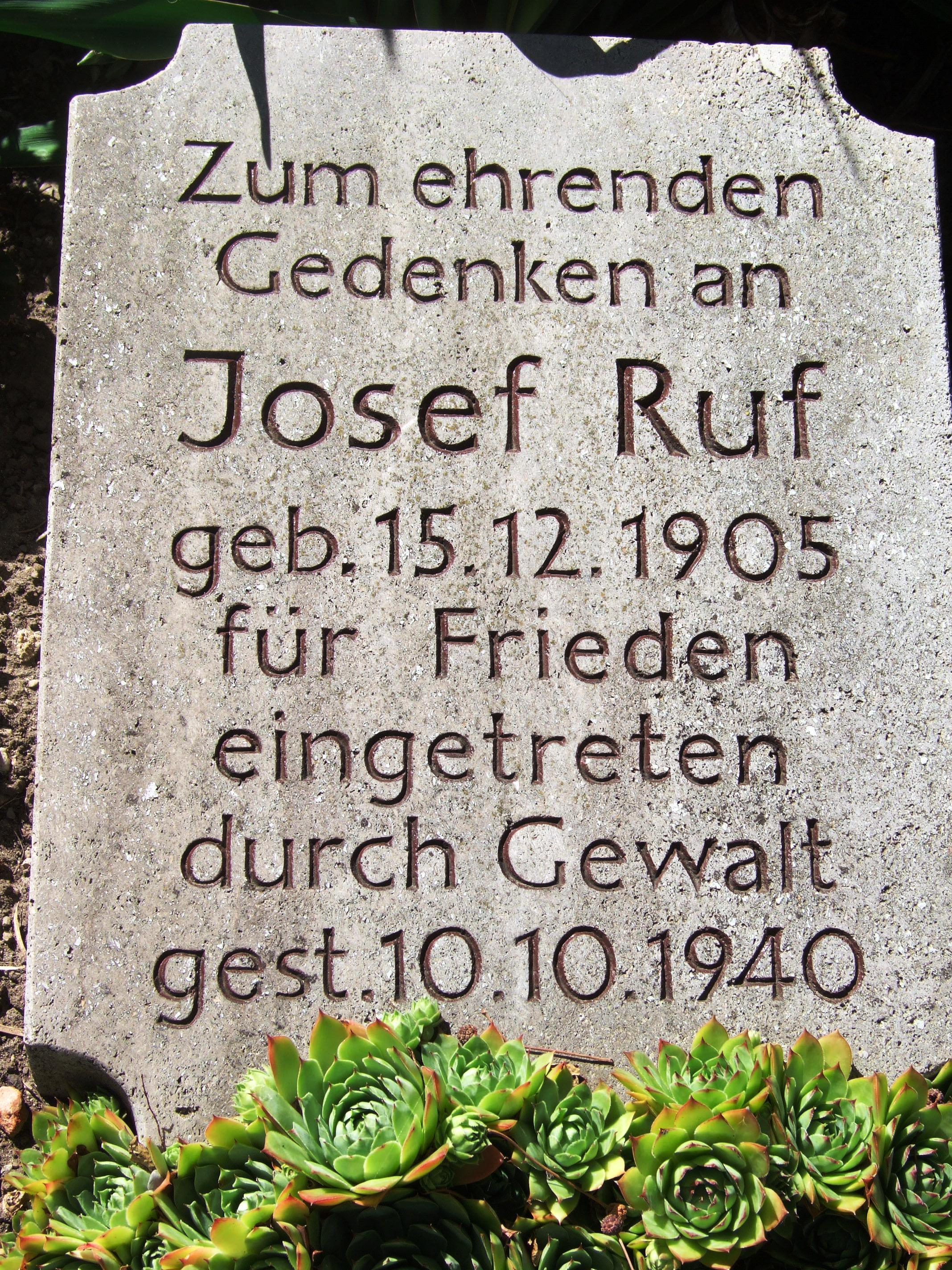
Gedenkstein in Hochberg

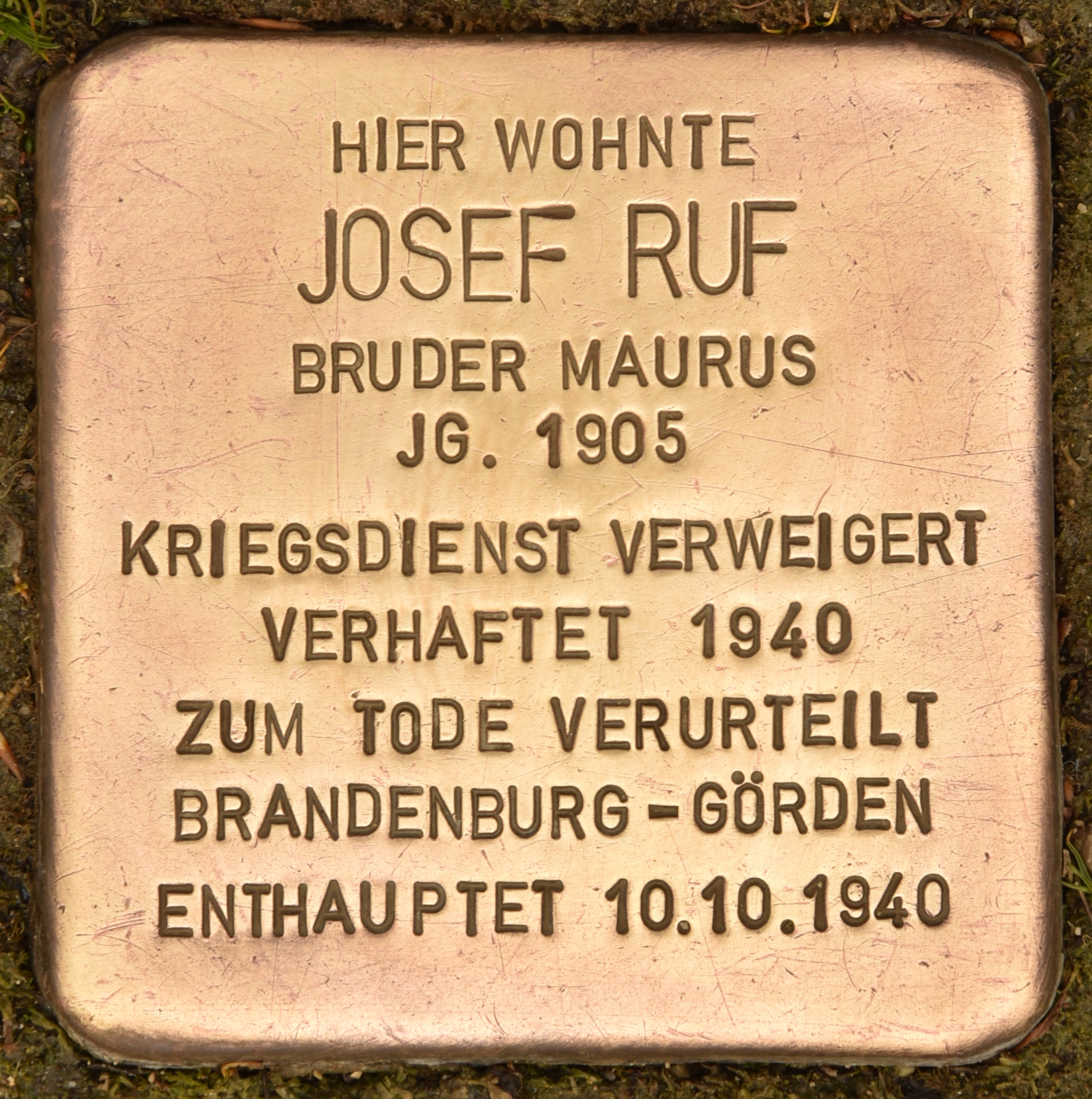
Stolperstein in Meitingen

Auf Anregung von Pax Christi, der internationalen katholischen Friedensbewegung, errichtete die Gemeinde Hochberg (heute dörflicher Stadtteil von Bad Saulgau), die Heimatgemeinde von Josef Ruf, einen Gedenkstein zu seinem Gedächtnis. Er befindet sich in unmittelbarer Nähe zum europaweit üblichen „Kriegerdenkmal“ bei der Pfarrkirche. Auch auf Gedenktafeln in Meitingen und Ulrichsbrunn bei Graz ist sein Name verzeichnet. Das deutsche Martyrologium des 20. Jahrhunderts nahm Josef Ruf als Märtyrer auf.
Josef Ruf erfuhr in einem Unterrichtswerk für den katholischen Religionsunterricht an Gymnasien bereits im Jahre 1996 eine frühe bildliche Würdigung. Bemerkenswert daran ist, dass der Gedenkstein in Hochberg neben dem offiziellen Kriegerdenkmal der Gemeinde liegt. Die Idee dahinter war, die Schüler selbst auf Spurensuche in ihrer Heimat zu schicken.
Am 1. März 2005 hob die Staatsanwaltschaft Berlin das Urteil gegen Josef Ruf auf, wodurch seine juristische Rehabilitation erfolgte.
Zum 65. Todestag und 100. Geburtstag von Josef Ruf im Jahr 2005 veröffentlichte Pax Christi eine Broschüre mit zahlreichen Dokumenten unter dem Titel „Das Martyrium des Kriegsdienstverweigerers Josef Ruf“. Gebhard Fürst, Bischof der Diözese Rottenburg-Stuttgart, hob in einem offiziellen Schreiben das Lebenszeugnis von Josef Ruf hervor, das „auch heute Orientierung geben und zum Handeln für den Frieden aufrufen“ könne. Damit hat erstmals ein deutscher Bischof der Nachkriegszeit Tat und Haltung eines Kriegsdienstverweigerers aus der Zeit des Nationalsozialismus gewürdigt.